# Tikal
Tikal (Tik'al v sodobnem majevskem pravopisu) je ruševina starodavnega mesta, ki se je verjetno imenovalo Yax Mutal in so ga našli v deževnem gozdu v Gvatemali. Je eno največjih arheoloških najdišč in urbanih središč predkolumbovske civilizacije Majev. Leži v arheološki regiji kotline Petén v današnji severni Gvatemali, v departmaju El Petén in je del gvatemalskega narodnega parka Tikal, leta 1979 pa je bil vpisan za Unescov seznam svetovne dediščine.
Tikal je bil glavno mesto osvajalske države, ki je postala eno najmočnejših kraljestev starih Majev. Čeprav monumentalna arhitektura na mestu sega vse do 4. stoletja pr. n. št., je Tikal dosegel vrhunec v klasičnem obdobju, ok. 200 do 900. V tem času je mesto politično, gospodarsko in vojaško prevladovalo v večjem delu majevske regije, hkrati pa je sodelovalo z območji po vsej Mezoameriki, kot je velika metropola Teotihuacán v oddaljeni Mehiški dolini. Obstajajo dokazi, da je Tikal v 4. stoletju našega štetja osvojil Teotihuacán. Po koncu poznega klasičnega obdobja v Tikalu niso zgradili novih večjih spomenikov in obstajajo dokazi, da so bile elitne palače požgane. Ti dogodki so bili povezani s postopnim upadanjem prebivalstva, ki je doseglo vrhunec z opustitvijo mesta do konca 10. stoletja.
Tikal je najbolje razumeti med vsemi velikimi nižinskimi majevskimi mesti z dolgim dinastičnim seznamom vladarjev, odkritjem grobnic mnogih vladarjev na tem seznamu in preiskavo njihovih spomenikov, templjev in palač.

## Etimologija
Ime Tikal morda izhaja iz ti ak'al v jeziku jukateških Majev; to naj bi bilo razmeroma sodobno ime, ki pomeni 'ob vodnjaku'. Lovci in popotniki v regiji so ime očitno uporabili za enega od starodavnih rezervoarjev na tem mestu. Alternativno so ga razlagali kot 'kraj glasov' v jeziku Itza Maya. Tikal pa ni starodavno ime za lokacijo, temveč ime, sprejeto kmalu po odkritju v 1840-ih. Hieroglifski napisi na ruševinah se nanašajo na starodavno mesto kot Yax Mutal ali Yax Mutul, kar pomeni 'Prvi Mutal'. Tikal se je morda tako imenoval, ker je tudi Dos Pilas začel uporabljati isti simbol emblema; vladarji mesta so se verjetno želeli izpostaviti kot prvo mesto, ki nosi to ime. Kraljestvo kot celota se je preprosto imenovalo Mutul, kar je branje glifa emblema 'snop las', ki ga vidimo na priloženi fotografiji. Njegov natančen pomen ostaja nejasen.

## Geografija
Najbližji veliki moderni naselji sta Flores in Santa Elena, približno 64 kilometrov po cesti proti jugozahodu. Tikal je približno 303 kilometre severno od mesta Gvatemala. Leži 19 kilometrov južno od sodobnega majevskega mesta Uaxactun in 30 kilometrov severozahodno od Yaxhe. Mesto je bilo 100 kilometrov jugovzhodno od svojega velikega tekmeca iz klasičnega obdobja, Calakmula, in 85 kilometrov severozahodno od Calakmulovega zaveznika Caracola, ki je zdaj v Belizeju.
Mesto je bilo v celoti kartografirano in je pokrivalo območje, večje od 16 kvadratnih kilometrov, ki je vključevalo približno 3000 struktur. Topografija najdišča je sestavljena iz niza vzporednih apnenčastih grebenov, ki se dvigajo nad močvirnatimi nižinami. Glavna arhitektura mesta je zbrana na območjih višje ležeče in povezana z dvignjenimi nasipi, ki segajo čez močvirja. Območje okoli Tikala je bilo razglašeno za narodni park Tikal in ohranjeno območje obsega 570 kvadratnih kilometrov. Ustanovljeno je bilo 26. maja 1955 pod okriljem Instituto de Antropología e Historia in je bilo prvo zaščiteno območje v Gvatemali.
Ruševine ležijo med tropskim deževnim gozdom severne Gvatemale, ki tvori zibelko nižinske civilizacije Majev. Mesto samo je bilo med bogato rodovitno gorsko zemljo in je morda prevladovalo na naravni trgovski poti vzhod–zahod čez polotok Jukatan. Med opaznimi drevesi v parku Tikal so velikansko drevo kapokovec (Ceiba pentandra), sveto drevo Majev; tropska cedra (Cedrela odorata) in honduraški mahagonij (Swietenia macrophylla). Kar zadeva favno, je tam redno mogoče videti agutije (Dasyprocta punctata), belonose koatije (Nasua narica), sive lisice (Urocyon cinereoargenteus), Geoffroyeva brezpalčarka (Ateles geoffroyi), grivastega vriskača ( Alouatta palliata), harpijskega orla (Harpia harpyja), sokole, ocellatskega purana (Meleagris ocellata), guane, tukane, zelene papige in krojaške mravlje. V parku naj bi se sprehajali tudi jaguarji, ozeloti in pume.
Tikal ni imel vode, razen tiste, ki je bila zbrana iz deževnice in shranjena v desetih rezervoarjih. Arheologi, ki so delali v Tikalu v 20. stoletju, so prenovili enega od teh starodavnih rezervoarjev za shranjevanje vode za lastno uporabo. Povprečna letna količina padavin v Tikalu je 1945 milimetrov. Vendar pa je bil prihod dežja pogosto nepredvidljiv in lahko so se pojavila dolga sušna obdobja, preden so pridelki dozoreli, kar je močno ogrožalo prebivalce mesta.

## Prebivalstvo
Ocene prebivalstva v Tikalu se gibljejo od 10.000 do 90.000 prebivalcev. Prebivalstvo Tikala je začelo neprekinjeno krivuljo rasti, ki se je začela v predklasičnem obdobju (približno 2000 pr. n. št. – 200 n. št.), z vrhuncem v pozni klasični dobi, ko je prebivalstvo hitro naraščalo od 700 do 830 n. št., čemur je sledil močan upad. Za 120 kvadratnih kilometrov območje, ki spada v zemeljsko obrambo v zaledju, je največja populacija ocenjena na 517 na kvadratni kilometer. Na območju v radiju 12 kilometrov od jedra najdišča je najvišja populacija ocenjena na 120.000; gostota prebivalstva je ocenjena na 265 na kvadratni kilometer. V regiji v polmeru 25 kilometrov od jedra lokacije in vključno z nekaterimi satelitskimi lokacijami je največja populacija ocenjena na 425.000 z gostoto 216 na kvadratni kilometer. Te številke o populaciji so še toliko bolj impresivne zaradi obsežnih močvirij, ki niso bila primerna za bivanje ali kmetijstvo. Vendar pa nekateri arheologi, kot je David Webster, menijo, da so te številke veliko previsoke.

## Zgodovina

### Predklasično obdobje
Na najdišču so sledovi zgodnjega poljedelstva, ki segajo v leto 1000 pr. n. št., v srednji predklasični čas. Zaklad Mamonove keramike iz približno 700-400 pr. n. št. je bil najden v zapečatenem chultunu, podzemni komori v obliki steklenice.
Večja gradnja v Tikalu je potekala že v poznem predklasičnem obdobju, prvič se je pojavila okoli 400–300 pr. n. št., vključno z gradnjo večjih piramid in ploščadi, čeprav je bilo mesto še vedno pritlikavo glede na kraje severneje, kot sta El Mirador in Nakbe. V tem času je Tikal sodeloval v razširjeni kulturi Chikanel, ki je v tem času prevladovala na osrednjem in severnem območju Majev – regiji, ki je vključevala celoten polotok Jukatan, vključno s severno in vzhodno Gvatemalo ter celim Belizejem.
Dva templja iz časa poznega Chikanela sta imela nadstrukture z zidanimi stenami, ki so bile morda obokane, čeprav to ni bilo dokazano. Eden od teh je imel dovršene poslikave na zunanjih stenah, ki so prikazovale človeške figure na ozadju vitic, poslikane z rumeno, črno, rožnato in rdečo.
V 1. stoletju našega štetja so se prvič pojavili bogati pokopi in Tikal je doživel politični in kulturni razcvet, ko so bili njegovi velikanski severni sosedje nazadovali. Ob koncu poznega predklasičnega obdobja sta umetnost in arhitektura izapanskega sloga s pacifiške obale začeli vplivati na Tikal, kot dokazujejo razbita skulptura z akropole in zgodnje freske v mestu.

### Zgodnja klasika
Dinastična oblast med nižinskimi Maji je bila najgloblje zakoreninjena v Tikalu. Po kasnejših hieroglifskih zapisih je dinastijo ustanovil Yax Ehb Xook, morda v 1. stoletju našega štetja. Na začetku zgodnjega klasičnega obdobja je bila moč v majevski regiji skoncentrirana v Tikalu in Calakmulu, v jedru majevskega osrčja.
Tikal je morda imel koristi od propada velikih predklasičnih držav, kot je El Mirador. V zgodnjem klasičnem obdobju se je Tikal hitro razvil v najbolj dinamično mesto v majevski regiji, ki je spodbudilo razvoj drugih bližnjih majevskih mest.
Vendar je bilo mesto pogosto v vojni in napisi govorijo o zavezništvih in konfliktih z drugimi majevskimi državami, vključno z Uaxactunom, Caracolom, Naranjo in Calakmulom. Mesto je ob koncu zgodnje klasične dobe premagal Caracol, ki je prevzel mesto Tikala kot glavno središče v južnem majevskem nižavju. V prejšnjem delu zgodnjega klasičnega obdobja je prišlo do sovražnosti med Tikalom in njegovim sosedom Uaxactunom, pri čemer je Uaxactun zabeležil zajetja ujetnikov iz Tikala.
Zdi se, da je prišlo do razčlenitve moškega nasledstva do leta 317 našega štetja, ko je gospa Unen Bahlam vodila slovesnost zaključka katuna, očitno kot kraljica mesta.

#### Tikal in Teotihuacan
Že leta 200 AD je imel Teotihuacán veleposlaništva v Tikalu.
Štirinajsti kralj Tikala je bil Chak Tok Ich'aak (Velika jaguarjeva šapa). Chak Tok Ich'aak je zgradil palačo, ki so jo poznejši vladarji ohranili in razvijali, dokler ni postala jedro osrednje Akropole. O Chak Tok Ich'aaku je malo znanega, razen da je bil ubit 14. januarja 378 našega štetja. Istega dne je Siyah K'ak ' (Ogenj je rojen) je prispel z zahoda, ko je 8. januarja šel skozi El Peru, mesto zahodno od Tikala. Na Steli 31 je imenovan kot «Gospodar zahoda«. Siyah K'ak' je bil verjetno tuji general, ki je služil figuri, ki jo predstavlja nemajevski hieroglif metalca kopja v kombinaciji s sovo, glif, ki je dobro znan iz velike metropole Teotihuacán v oddaljeni Mehiški dolini. Sova kopja je bila morda celo vladar Teotihuacána. Ti zabeleženi dogodki močno kažejo, da je Siyah K'ak' vodil invazijo na Teotihuacán, ki je premagala domorodnega tikalskega kralja, ki je bil ujet in takoj usmrčen. Zdi se, da je Siyah K'ak'u pomagala močna politična frakcija v samem Tikalu; približno v času osvajanja je skupina domorodcev Teotihuacána očitno prebivala v bližini kompleksa Izgubljeni svet. Izvajal je tudi nadzor nad drugimi mesti na tem območju, vključno z Uaxactunom, kjer je postal kralj, ni pa zase prevzel prestola v Tikalu. V enem letu je bil sin Sove metalca po imenu Yax Nuun Ayiin I. (Prvi krokodil) postavljen za 15. kralja Tikala, ko je bil še deček, in je bil ustoličen 13. septembra 379. Vladal je 47 let kot kralj Tikala in ostal vazal Siyaha K'aka'a, dokler je slednji živel. Zdi se verjetno, da je Yax Nuun Ayiin I. vzel ženo iz že obstoječe, poražene dinastije Tikal in tako uzakonil pravico do vladanja svojega sina, Siyaj Chan K'awiila II.
Río Azul, majhno mesto 100 kilometrov severovzhodno od Tikala, je osvojil slednji med vladavino Yaxa Nuun Ayiina I. Mesto je postalo postojanka Tikala, ki ga je ščitilo pred sovražnimi mesti bolj severno, postalo pa je tudi trgovinska povezava s Karibi.
Čeprav so bili novi vladarji Tikala tujci, so bili njihovi potomci hitro majevizirani. Tikal je postal ključni zaveznik in trgovinski partner Teotihuacána v majevskem nižavju. Potem ko ga je osvojil Teotihuacán, je Tikal hitro zavladal severnemu in vzhodnemu Petenu. Uaxactun je bil skupaj z manjšimi mesti v regiji vključen v Tikalovo kraljestvo. Druga mesta, kot sta Bejucal in Motul de San José blizu jezera Petén Itzá, so postala vazali njihovega močnejšega soseda na severu. Do sredine 5. stoletja je imel Tikal osrednje ozemlje vsaj 25 kilometrov v vsako smer.
Okoli 5. stoletja je bil vzdolž severnega obrobja Tikalovega zaledja zgrajen impresiven sistem utrdb, sestavljen iz jarkov in zemeljskih nasipov, ki se je povezal z naravno obrambo, ki jo zagotavljajo velika območja močvirja, ki ležijo vzhodno in zahodno od mesta. Dodatne utrdbe so bile verjetno zgrajene tudi na jugu. Ta obramba je zaščitila glavno prebivalstvo Tikala in kmetijske vire ter obkrožala območje približno 120 kvadratnih kilometrov. Nedavne raziskave kažejo, da so zemeljska dela služila kot sistem zbiranja vode in ne kot obrambni namen.

#### Tikal in Copán
V 5. stoletju je moč mesta segala daleč na jug do Copána, katerega ustanovitelj K'inich Yax K'uk' Mo' je bil jasno povezan s Tikalom. Copán sam ni bil v etnično majevski regiji in ustanovitev dinastije Copán je verjetno vključevala neposredno posredovanje Tikala. K'inich Yax K'uk' Mo' je prispel v Copán decembra 426 in analiza kosti njegovih ostankov kaže, da je otroštvo in mladost preživel v Tikalu. Posameznik, znan kot Ajaw K'uk' Mo' (gospodar K'uk' Mo'), je omenjen v zgodnjem besedilu v Tikalu in je prav lahko ista oseba. Njegova grobnica je imela značilnosti Teotihuacána in na poznejših portretih je bil upodobljen v bojevniškem oblačilu Teotihuacána. Hieroglifska besedila ga omenjajo kot »Gospoda Zahoda«, podobno kot Siyah K'ak'. Istočasno, konec leta 426, je Copán ustanovil bližnje mesto Quiriguá, ki ga je verjetno sponzoriral sam Tikal. Ustanovitev teh dveh centrov je bila morda del prizadevanja za vsilitev oblasti Tikala jugovzhodnemu delu majevske regije. Interakcija med temi kraji in Tikalom je bila intenzivna v naslednjih treh stoletjih.
Dolgotrajno rivalstvo med Tikalom in Calakmulom se je začelo v 6. stoletju, pri čemer je vsako od obeh mest oblikovalo lastno mrežo medsebojno sovražnih zavezništev, ki so se zoperstavile drug drugemu v tem, kar se primerja z dolgotrajno vojno med dvema majevskima velesilama. Kralji teh dveh prestolnic so sprejeli naziv kaloomte, izraz, ki ni bil natančno preveden, vendar pomeni nekaj podobnega 'visokemu kralju'.
V zgodnjem 6. stoletju je mestu vladala še ena kraljica, znana le kot Gospa Tikala, ki je bila zelo verjetno hči Chak Tok Ich'aaka II. Zdi se, da nikoli ni vladala sama, temveč je bila v partnerstvu z moškimi sovladarji. Prvi med njimi je bil Kaloomte' B'alam, za katerega se zdi, da je imel dolgo kariero kot general v Tikalu, preden je postal sovladar in 19. v dinastičnem nizu. Zdi se, da gospa iz Tikala sama ni bila šteta v dinastično številčenje. Kaže, da je bila kasneje seznanjena z lordom Ptičji krempelj, za katerega se domneva, da je sicer neznani 20. vladar.[52]

### Pozna klasika

#### Tikalski premor
Zdi se, da se je sredi 6. stoletja Caracol povezal s Calakmulom in porazil Tikal, s čimer je zaključil zgodnjo klasiko. Tikalski premor se nanaša na obdobje med poznim 6. in poznim 7. stoletjem, ko je prišlo do prekinitve pisanja napisov in obsežne gradnje v Tikalu. V drugi polovici 6. stoletja našega štetja je mesto zadela resna kriza, saj niso bile postavljene nove stele in je bilo razširjeno namerno pohabljanje javne skulpture. Ta premor v dejavnosti v Tikalu je bil dolgo nepojasnjen, dokler kasnejše epigrafske dešifracije niso pokazale, da je to obdobje povzročil Tikalov obsežni poraz od Calakmula in Caracolske države leta 562 našega štetja, poraz, za katerega se zdi, da je povzročil ujetje in žrtvovanje kralja Tikala. Močno erodirani oltar 21 v Caracolu opisuje, kako je Tikal utrpel ta katastrofalen poraz v veliki vojni aprila 562. Zdi se, da je bil Caracol zaveznik Calakmula v širšem konfliktu med tem mestom in Tikalom, pri čemer je imel poraz Tikala trajen vpliv na mesto. Tikal ni bil oplenjen, vendar sta bila njegova moč in vpliv zlomljena. Po veliki zmagi je Caracol hitro rasel in nekateri prebivalci Tikala so bili morda prisilno preseljeni tja. V obdobju premora se je vsaj en vladar Tikala zatekel k Janaab' Pakalu iz Palenqueja, še eni od Calakmulovih žrtev. Sam Calakmul je uspeval med Tikalovim dolgim obdobjem premora.
Začetek tikalskega premora je služil kot oznaka, po kateri arheologi klasično obdobje mezoameriške kronologije običajno delijo na zgodnje in pozno klasično.

#### Tikal in Dos Pilas
Leta 629 je Tikal ustanovil Dos Pilas, približno 110 kilometrov jugozahodno, kot vojaško postojanko, da bi nadzoroval trgovino vzdolž reke Pasión. B'alaj Chan K'awiil je bil postavljen na prestol nove postojanke pri štirih letih, leta 635. Ko je bil starejši, je več let služil kot zvest vazal v boju za svojega brata, kralja Tikala. Približno dvajset let kasneje je Dos Pilas napadel Calakmul in bil močno poražen. B'alaj Chan K'awiila je ujel kralj Calakmula, a namesto da bi bil žrtvovan, je bil ponovno postavljen na svoj prestol kot vazal svojega nekdanjega sovražnika.
Leta 657 je napadel Tikal in prisilil Nuun Ujol Chaaka, takratnega kralja Tikala, da je začasno zapustil mesto. Prva dva vladarja Dos Pilasa sta še naprej uporabljala Mutalov emblemski glif Tikala in verjetno sta čutila, da imata legitimno pravico do prestola Tikala. Iz neznanega razloga B'alaj Chan K'awiil ni bil postavljen za novega vladarja Tikala; namesto tega je ostal v Dos Pilas. Tikal je leta 672 izvedel protinapad na Dos Pilas in B'alaja Chan K'awiila pognal v petletno izgnanstvo. Calakmul je poskušal obkoliti Tikal znotraj območja, kjer so prevladovali njegovi zavezniki, kot so El Peru, Dos Pilas in Caracol.
Leta 682 je Jasaw Chan K'awiil I. postavil prvi datirani spomenik v Tikalu po 120 letih in zahteval naziv kaloomte, s čimer je končal premor. Sprožil je program nove gradnje in obrnil ploščo proti Calakmulu, ko je leta 695 ujel sovražno plemiče in pahnil sovražno državo v dolgotrajno propadanje, od katerega si ni nikoli povsem opomogla. Po tem Calakmul nikoli več ni postavil spomenika, ki bi slavil vojaško zmago.

#### Tikal po Teotihuacánu
Do 7. stoletja ni bilo aktivne Teotihuacánske prisotnosti na nobenem majevskem mestu in središče Teotihuacána je bilo uničeno leta 700. Tudi po tem so bila formalna vojna oblačila, prikazana na spomenikih, v slogu Teotihuacána. Jasaw Chan K'awiil I. in njegov dedič Yik'in Chan K'awiil sta nadaljevala sovražnosti proti Calakmulu in njegovim zaveznikom ter uvedla trden regionalni nadzor nad območjem okoli Tikala, ki je segalo vse do ozemlja okoli jezera Petén Itzá. Ta dva vladarja sta bila odgovorna za večino impresivne arhitekture, ki je vidna danes.
Leta 738 je Quiriguá, vazal Copána, Tikalovega ključnega zaveznika na jugu, zamenjal zvestobo Calakmulu, premagal Copán in pridobil svojo neodvisnost. Kaže, da je bilo to zavestno prizadevanje Calakmula, da bi povzročil zlom Tikalovih južnih zaveznikov. To je porušilo ravnotežje moči na južnem območju Majev in pripeljalo do stalnega upada bogastva Copána.
V 8. stoletju so vladarji Tikala pobrali spomenike po vsem mestu in jih postavili pred Severno Akropolo. V poznem 8. in zgodnjem 9. stoletju se je aktivnost v Tikalu upočasnila. Še vedno je bila zgrajena impresivna arhitektura, vendar se malo hieroglifskih napisov nanaša na kasnejše vladarje.

### Posklasično obdobje
Do 9. stoletja je kriza zaradi propada klasičnih Majev zajela regijo, prebivalstvo je strmo padalo in mesto za mestom je utihnilo. Vse bolj endemična vojna v majevski regiji je povzročila, da se je prebivalstvo Tikala močno koncentriralo blizu samega mesta, kar je pospešilo uporabo intenzivnega kmetijstva in ustrezno upadanje okolja. Gradnja se je nadaljevala na začetku stoletja, s postavitvijo templja 3, zadnje od večjih mestnih piramid, in postavitvijo spomenikov v obeležitev 19. K'atuna leta 810. Začetek 10. Bak'tuna leta 830 je minil brez praznovanj in označuje začetek 60-letnega premora, ki je verjetno posledica propada osrednjega nadzora v mestu. Med tem premorom so satelitska mesta, ki so tradicionalno pod nadzorom Tikala, začela postavljati lastne spomenike z lokalnimi vladarji in z uporabo simbola Mutal, pri čemer Tikal očitno ni imel avtoritete ali moči, da bi zatrl te poskuse neodvisnosti. Leta 849 je Jewel K'awiil omenjen na steli v Seibalu, ko je obiskal to mesto kot božanski gospodar Tikala, vendar ni zapisan drugje in Tikalova nekoč velika moč je bila komaj kaj več kot spomin. Najdišči Ixlu in Jimbal sta do zdaj podedovali nekoč ekskluzivni glif emblema Mutal.
Ko sta Tikal in njegovo zaledje dosegla vrhunec prebivalstva, je območje utrpelo krčenje gozdov, erozijo in izgubo hranil, čemur je sledil hiter upad populacije. Nedavna analiza tudi kaže, da so sladkovodni viri v mestu postali močno onesnaženi z živim srebrom, fosfati in cianobakterijami, kar je povzročilo kopičenje toksinov. Zdi se, da sta Tikal in njegova neposredna okolica med letoma 830 in 950 izgubila večino prebivalstva in zdi se, da je centralna oblast hitro propadla. Iz Tikala ni veliko dokazov, da je mesto neposredno prizadela endemična vojna, ki je prizadela dele majevske regije v času terminalne klasike, čeprav je pritok beguncev iz regije Petexbatún morda poslabšal težave, ki so posledica že tako raztegnjenih okoljskih virov.
V drugi polovici 9. stoletja je prišlo do poskusa oživitve kraljeve oblasti v močno zmanjšanem mestu Tikal, kar dokazuje stela, ki jo je leta 869 na Velikem trgu postavil Jasaw Chan K'awiil II. To je bil zadnji spomenik postavljen v Tikalu, preden je mesto dokončno utihnilo. Nekdanji sateliti Tikala, kot sta Jimbal in Uaxactun, niso zdržali dolgo in so svoje zadnje spomenike postavili leta 889. Do konca 9. stoletja je velika večina prebivalstva Tikala zapustila mesto, kraljeve palače so zasedli skvoterji na mestnih obrednih trgih pa so postavljali preprosta slamnata bivališča. Skvoterji so blokirali nekaj vrat v sobah, ki so jih ponovno zasedli v monumentalnih strukturah mesta, in pustili smeti, ki so vključevale mešanico gospodinjskih odpadkov in neuporabnih predmetov, kot so glasbila. Ti prebivalci so prejšnje spomenike ponovno uporabili za lastne obredne dejavnosti, ki so bile daleč stran od spomenikov kraljeve dinastije, ki jih je postavila. Nekateri spomeniki so bili vandalizirani, nekateri pa prestavljeni na nove lokacije. Pred dokončno opustitvijo je izginilo vsako spoštovanje do starih vladarjev, grobnice severne Akropole so raziskovali za žad, grobnice, ki jih je bilo lažje najti, pa so bile izropane. Po letu 950 je bil Tikal skoraj zapuščen, čeprav je preostanek prebivalstva morda preživel v pokvarljivih kočah, posejanih med ruševinami. Celo ti zadnji prebivalci so zapustili mesto v 10. ali 11. stoletju in deževni gozd je za naslednjih tisoč let zasedel ruševine. Nekateri prebivalci Tikala so se morda preselili na območje Petenskih jezer, ki je ostalo močno poseljeno kljub padcu ravni prebivalstva v prvi polovici 9. stoletja.
Najverjetnejši vzrok propada v Tikalu je prenaseljenost in agrarni neuspeh. Padec Tikala je bil udarec v srce klasične majevske civilizacije, mesto, ki je bilo več kot tisoč let v ospredju dvornega življenja, umetnosti in arhitekture s starodavno vladajočo dinastijo. Vendar nove raziskave o paleookoljskih približkih iz sistema rezervoarjev Tikal kažejo, da je meteorološka suša morda povzročila opustitev Tikala,  zaradi česar so nekateri rezervoarji v bližini templja in palače onesnaženi s cvetenjem alg, medtem ko so drugi rezervoarji ostali pitni. Stavbe so bile pobarvane s cinabaritom, ki je vseboval živo srebro, ki ga je spral dež in onesnažil nekatere rezervoarje.
Dela Kohlerja in kolegov so pokazala, da je to mesto na koncu doseglo nevzdržno raven neenakosti.

### Moderna zgodovina
Leta 1525 se je španski konkvistador Hernán Cortés približal ruševinam Tikala le nekaj kilometrov, vendar jih v svojih pismih ni omenil. Potem ko se je španski pater Andrés de Avendaño v začetku leta 1696 izgubil v gozdovih Petén, je opisal ruševine, ki bi lahko bile Tikal.
Kot se pogosto zgodi z ogromnimi starodavnimi ruševinami, znanje o najdišču v regiji ni bilo nikoli popolnoma izgubljeno. Zdi se, da domačini niso nikoli pozabili na Tikal in so v 1850-ih vodili gvatemalske ekspedicije do ruševin. Nekatera poročila o Tikalu iz druge ali tretje roke so se pojavila v tisku od 17. stoletja, nadaljevala pa so se s pisanjem Johna Lloyda Stephensa v začetku 19. stoletja (Stephens in njegov ilustrator Frederick Catherwood sta slišala govorice o izgubljenem mestu z belimi vrhovi stavb ki se dvigajo nad džunglo med njihovimi potovanji v regiji v letih 1839–40). Zaradi oddaljenosti najdišča od sodobnih mest pa noben raziskovalec ni obiskal Tikala, dokler ga leta 1848 nista obiskala Modesto Méndez in Ambrosio Tut, oziroma komisar in guverner Peténa. Umetnik Eusebio Lara ju je spremljal in njuno poročilo je bilo objavljeno v Nemčiji leta 1853. V 19. stoletju (vključno z Alfredom P. Maudslayem v letih 1881–82) in v začetku 20. stoletja je Tikal prišlo še več drugih odprav, da bi nadalje raziskale, kartirale in fotografirale Tikal. Pionirski arheologi so ruševine začeli čistiti, kartirati in beležiti v 1880-ih.
Leta 1951 so ob ruševinah zgradili majhno vzletišče, do katerega je bilo prej mogoče priti le z večdnevnim potovanjem skozi džunglo peš ali z mulo. Leta 1956 je projekt Tikal začel kartirati mesto v merilu, kakršnega prej ni bilo na območju Majev. Od leta 1956 do 1970 je večja arheološka izkopavanja izvajal Tikalski projekt Univerze v Pensilvaniji. Preslikali so velik del mesta ter izkopali in obnovili številne strukture. Izkopavanja, ki jih je vodil Edwin M. Shook in kasneje William Coe z univerze, so od leta 1957 do 1969 raziskovali Severno Akropolo in Central Plaza. Projekt Tikal je zabeležil več kot 200 spomenikov na tem mestu. Leta 1979 je gvatemalska vlada začela nadaljnji arheološki projekt v Tikalu, ki se je nadaljeval do leta 1984.
Filmski ustvarjalec George Lucas je uporabil Tikal kot prizorišče snemanja izmišljene lune Yavin 4 v prvem filmu Vojne zvezd, Epizoda IV: Novo upanje, ki je bila premierno prikazana leta 1977.[89]
Tempelj I v Tikalu je bil predstavljen na hrbtni strani bankovca za 50 centavo gvatemalskega kvecala.
Eon Productions je to mesto uporabil za film o Jamesu Bondu Moonraker.
Tikal je zdaj velika turistična atrakcija, obdana z lastnim nacionalnim parkom. V Tikalu je bil zgrajen muzej mesta; dokončana je bila leta 1964.

## Opis mesta
Tikal sta delno obnovila Univerza v Pensilvaniji in gvatemalska vlada. Bilo je eno največjih majevskih mest iz klasičnega obdobja in eno največjih mest v Ameriki. Arhitektura starodavnega mesta je zgrajena iz apnenca in vključuje ostanke templjev, ki se dvigajo nad 70 metrov, velike kraljeve palače, poleg številnih manjših piramid, palač, rezidenc, upravnih stavb, ploščadi in napisanih kamnitih spomenikov. Obstaja celo stavba, za katero se je zdelo, da je bila zapor, prvotno z lesenimi rešetkami na oknih in vratih. Obstaja tudi sedem igrišč za igranje mezoameriške igre z žogo, vključno s kompletom 3 igrišč na trgu Seven Temples Plaza, ki je edinstvena značilnost v Mezoameriki.
Apnenec, uporabljen za gradnjo, je bil lokalni in so ga pridobivali na kraju samem. Vdolbine, ki so nastale pri pridobivanju kamna za gradnjo, so bile ometane za vodotesnost in uporabljene kot zbiralniki, skupaj z nekaterimi hidroizoliranimi naravnimi vdolbinami. Glavni trgi so bili obloženi s štukaturo in položeni na nagibu, ki je usmerjal padavine v sistem kanalov, ki so napajali rezervoarje.
Stanovanjsko območje Tikala obsega približno 60 kvadratnih kilometrov, večina še ni bila očiščena, kartirana ali izkopana. Območje 16 kvadratnih kilometrov okoli jedra najdišča je bilo intenzivno kartirano;  morda je zajemalo območje približno 125 kvadratnih kilometrov. Ogromen niz zemeljskih del, ki sta jih odkrila Dennis E. Puleston in Donald Callender v 1960-ih, obdaja Tikal s 6 metrov širokim jarkom za obzidjem. Nedavno je projekt, ki raziskuje obrambna zemeljska dela, pokazal, da je obseg zemeljskih del zelo spremenljiv in da je na mnogih mestih kot obrambni element nepomemben. Poleg tega so bili nekateri deli zemeljskih del integrirani v sistem kanalov. Zemeljska dela v Tikalu se bistveno razlikujejo po obsegu od tistega, kar je bilo prvotno predlagano, in so veliko bolj zapletena in večplastna, kot se je prvotno mislilo.

### Nasipi (poti)
V pozni klasiki je mreža sacbeob (poti) povezovala različne dele mesta in se raztezala več kilometrov skozi mestno jedro. Te so povezovale Veliki trg s templjem 4 (ki je približno 750 metrov zahodno) in templjem napisov (približno 1 kilometer proti jugovzhodu). Ti široki nasipi - poti - so bili zgrajeni iz nabitega in ometanega apnenca in so bili poimenovani po zgodnjih raziskovalcih in arheologih; nasipi Maler, Maudslay, Tozzer in Méndez. Pomagali so pri prehodu vsakodnevnega prometa v deževnem obdobju in služili tudi kot jezovi.
- Maler Causeway teče proti severu od templja I do skupine H. Velik relief je vklesan na apnenčasto podlago ob poteku nasipa južno od skupine H. Upodablja dva zvezana ujetnika in sega v pozno klasično obdobje.[60]
- Maudsley Causeway poteka 0,8 kilometra severovzhodno od templja IV do skupine H.
- Mendez Causeway poteka jugovzhodno od East Plaza do templja VI, na razdalji približno 1,3 kilometra.[61][62]
- Tozzer Causeway poteka proti zahodu od Velikega trga do templja IV.[63]

### Vodni rezervoarji
Vodni rezervoarji so imeli ključno vlogo pri razvoju in vzdrževanju Tikala in drugih majevskih mest. Čeprav so očitno služili kot vodno telo za črpanje v sušnem obdobju, so imeli vodni rezervoarji tudi kulturni in politični pomen. Zato so majevske družbe naredile omembe vredne naložbe v svoje rezervoarje, da bi zagotovile visoko kakovost vode in utrdile politično moč.
Poleg Tikala so pomembni rezervoarji med drugim prisotni tudi v Calakmulu, Caracolu in Naranju.

### Arhitekturne skupine
Veliki trg leži v jedru mesta; na vzhodni in zahodni strani ga obdajata dve veliki piramidi-templja. Na severni strani meji na severno akropolo, na jugu pa na osrednjo akropolo.
Osrednja Akropola je kompleks palač južno od Velikega trga.
Severna Akropola je skupaj z Velikim trgom neposredno na jugu ena najbolj raziskanih arhitekturnih skupin na območju Majev; projekt Tikal je izkopal ogromen jarek čez kompleks in temeljito raziskal njegovo zgodovino gradnje. Je zapletena skupina, katere gradnja se je začela v predklasičnem obdobju, okoli leta 350 pr. n. št. Razvil se je v pogrebni kompleks za vladajočo dinastijo klasičnega obdobja, z vsakim dodatnim kraljevim pokopom, ki je dodal nove templje na vrhu starejših struktur. Po letu 400 našega štetja je bila prejšnji severni ploščadi, ki je merila 100 krat 80 metrov, dodana vrsta visokih piramid, ki so jo postopoma skrile pred pogledom. V 6. stoletju našega štetja je bilo zgrajenih osem tempeljskih piramid, vsaka od njih je imela dovršen strešni glavnik in stopnišče, obkroženo z maskami bogov. Do 9. stoletja našega štetja je bilo v Severni Akropoli postavljenih 43 stel in 30 oltarjev; 18 od teh spomenikov je bilo vklesanih s hieroglifskimi besedili in kraljevimi portreti. Severna Akropola je še naprej sprejemala pokope v postklasičnem obdobju.
Južno Akropolo najdemo poleg templja V. Zgrajena je bila na veliki bazalni ploščadi, ki pokriva površino več kot 20.000 kvadratnih metrov.
Trg sedmih templjev je zahodno od Južne Akropole. Na vzhodni strani meji na vrsto skoraj enakih templjev, na južni in zahodni strani na palače, na severni strani pa na nenavadno trojno igrišče.
Mundo Perdido je zahodno od Trga sedmih templjev. To je največji ceremonialni kompleks iz predklasičnega obdobja v Tikalu. Kompleks je bil organiziran kot velika E-skupina, sestavljena iz piramide, poravnane s ploščadjo na vzhodu, ki je podpirala tri templje. Kompleks Mundo Perdido je bil v svoji zgodovini večkrat prezidan. Do leta 250–300 našega štetja je na njegov arhitekturni slog vplivala velika metropola Teotihuacan v Mehiški dolini, vključno z uporabo oblike talud-tablero. V zgodnjem klasičnem obdobju (okoli 250–600) je Mundo Perdido postal eno od dvojnih žarišč mesta, drugo je bila Severna Akropola. Od leta 250 do 378 je morda služil kot kraljeva nekropola. Kompleks Mundo Perdido je dobil ime po arheologih Univerze v Pennsylvaniji; osredotočen je na Piramido izgubljenega sveta in majhno ploščad zahodno od nje. Južno od Mundo Perdida so nedavna izkopavanja leta 2021 razkrila enotretjinsko kopijo La Ciudadele ali Citadele v Teotihuacánu. To območje je bilo morda uporabljeno kot diplomatski sedež in kot prizadevanje za nadaljnji pečat teotihuakanske kulture prebivalcem Tikala.
Skupina G leži južno od nasipa Mendez. Kompleks sega v pozno klasiko in je sestavljen iz stavb tipa palače ter je ena največjih skupin te vrste v Tikalu. Ima dve nadstropji, vendar je večina sob v spodnjem nadstropju, skupaj 29 obokanih prostorov. Ostanki dveh nadaljnjih prostorov pripadajo zgornji etaži. Eden od vhodov v skupino je bil uokvirjen z velikansko masko.
Skupina H je osredotočena na velik trg severno od Velikega trga. Obkrožajo ga templji iz pozne klasične dobe.
V Tikalu je devet kompleksov piramid dvojčkov, od katerih je bil eden popolnoma razstavljen v starih časih, nekateri drugi pa so bili delno uničeni. Razlikujejo se po velikosti, sestavljeni pa so iz parov piramid, obrnjenih druga proti drugi na osi vzhod–zahod. Te piramide imajo raven vrh in stopnice na vseh štirih straneh. Vrsta navadnih stel je postavljena neposredno zahodno od vzhodne piramide in severno od piramid. Na približno enaki razdalji od njih se običajno nahajata kiparska stela in oltarni par. Na južni strani teh kompleksov je dolga obokana zgradba z eno sobo z devetimi vrati. Celoten kompleks je bil zgrajen naenkrat in ti kompleksi so bili zgrajeni v 20-letnih (ali k'atun) intervalih v času pozne klasične. Prvi kompleks dvojnih piramid je bil zgrajen v začetku 6. stoletja na vzhodnem trgu. Nekoč so mislili, da so ti kompleksi edinstveni za Tikal, vendar so redke primere zdaj našli na drugih lokacijah, kot sta Yaxha in Ixlu, in morda odražajo obseg politične prevlade Tikala v pozni klasiki.
Skupina Q je kompleks piramid dvojčkov in je eden največjih v Tikalu. Zgradil ga je Yax Nuun Ayiin II leta 771, da bi označil konec 17. K'atuna. Večji del je bil obnovljen in njegovi spomeniki so bili ponovno postavljeni.
Skupina R je še en kompleks dvojnih piramid, datiran v leto 790. Je blizu Maler Causewaya.

### Strukture
V Tikalu je na tisoče starodavnih struktur in po desetletjih arheološkega dela je bil izkopan le del teh. Najvidnejše ohranjene zgradbe vključujejo šest zelo velikih piramid, označenih kot templji I–VI, od katerih vsaka na svojih vrhovih podpira strukturo templja. Nekatere od teh piramid so visoke preko 60 metrov. Med prvim pregledom mesta so bili zaporedno oštevilčeni. Ocenjuje se, da bi lahko vsakega od teh večjih templjev zgradili v samo dveh letih.
Tu so še oltarji, preklade čez notranja vrata templjev, in so najbolj dovršeno izrezljane lesene preklade, ki so se ohranile kjer koli v regiji Majev, ter stele - izklesane kamnite gredi, pogosto izklesane s figurami in hieroglifi in grobovi.